# Fragata Lautaro

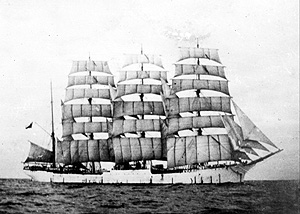
Fragata Lautaro

La fragata Lautaro fue un velero de cuatro palos de la Armada de Chile donado por Alemania en mayo de 1941 a raíz de que quedó internado en el puerto de Valparaíso por el comienzo de la Segunda Guerra Mundial. Construida por los astilleros Blohm & Voss de Hamburgo, Alemania para la línea alemana de veleros "P". Fue lanzado al agua en 1917 y terminado en 1920 con el nombre Priwall.
Fue reacondicionada en Alameda, San Francisco, California, como buque escuela para Guardiamarinas y Grumetes, se le instalaron dos motores diésel y se transformó su habitabilidad para la función docente.
El 28 de febrero de 1945, navegando frente a las costas peruanas, un incendio produjo su destrucción total y la muerte de 20 miembros de su dotación. El 8 de marzo, mientras el casco calcinado era remolcado, se hundió.

## Características
Su eslora era de 98,9 metros, manga 14,33 metros y calado máximo de 8,54 metros. Su superficie máxima de velas era de aproximadamente 3000 metros cuadrados con los que podía desarrollar 14 nudos de velocidad máxima. Después se le instalaron dos motores diésel que le proporcionaban 1200 HP con los que daba un andar de 8,6 nudos. Tenía un desplazamiento estándar de 3185 toneladas y a toda carga de 3880 toneladas.

## Historia

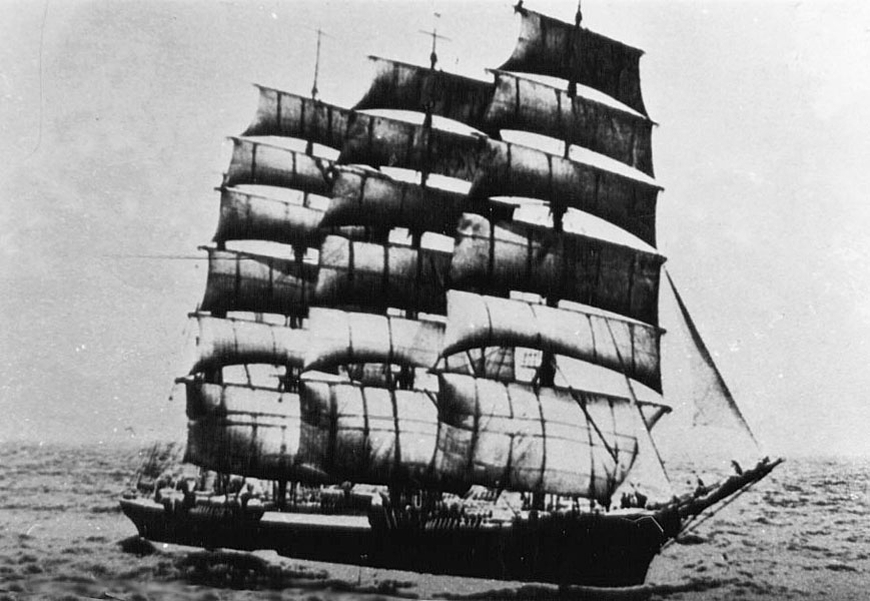
Priwall en 1917

Velero de 4 palos construido en los astilleros Blohm & Voss de Hamburgo, Alemania, para la compañía de Ferdinand Laeisz de la línea alemana de veleros "P" Su quilla fue puesta en gradas en abril de 1915, lanzado al agua el 23 de abril de 1915 y terminado en 1920.
Entre los años 1921 y 1939 participó muchas veces en la llamada carrera de granos entre Australia e Inglaterra, ganando en 1936 con uno de los mejores tiempos, 91 días.
En 1922 llegó a Chile por primera vez. En 1939 recaló en Valparaíso con un curso de instrucción de jóvenes marinos mercantes. Debido al inicio de la Segunda Guerra Mundial quedó internada en el puerto.

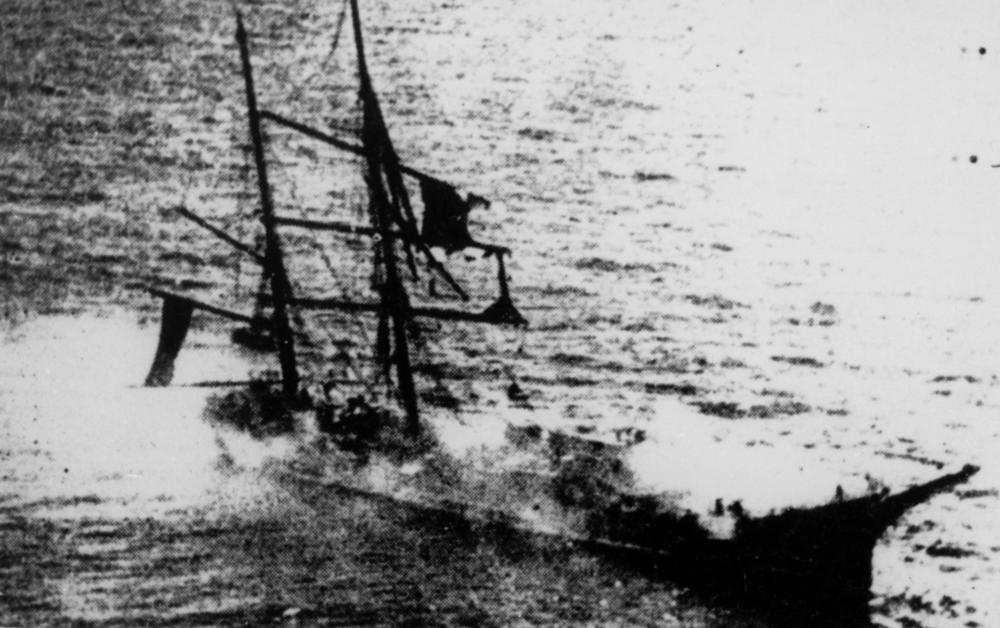
La Lautaro hundiéndose

El 23 de mayo de 1941 fue donada por el gobierno de Alemania al de Chile. El 6 de junio del mismo año se izó el pabellón chileno, bautizándola con el nombre de Lautaro y siendo destinada al transporte de salitre y otros minerales al extranjero. El 28 de febrero de 1945, frente a las costas peruanas, estalló un incendio en sus bodegas llenas de salitre que produjo su destrucción total y la muerte de 20 de sus tripulantes. Un avión de la Marina de Estados Unidos localizó a los náufragos y ayudó al vapor argentino Río Jachal a ubicarlos y rescatarlos. La Armada del Perú envió al transporte Ucayali para remolcarlo hacia El Callao pero el 8 de marzo el casco calcinado se hundió.

## Servicio en la Armada de Chile
La Armada la bautizó como Lautaro y la denominó fragata cuando en realidad era una barca. Como la Marina no contaba con un buque escuela, el alto mando decidió acondicionarla para que cumpliera ese objetivo siendo enviada a Talcahuano para alistarse para efectuar su primera comisión:
- El 17 de noviembre de 1941 zarpó de Talcahuano a California transportando una carga de 4.684 toneladas de salitre. El 7 diciembre debido al ataque japonés a Pearl Harbor Estados Unidos entró a la guerra. A los pocos días se le ordenó regresar a Chile llegando a Valparaíso tras 90 días de navegación.

- Permaneció en Valparaíso un mes y volvió a zarpar con destino a San Francisco, California donde entregó la carga y luego se dirigió a los astilleros de la General Engineering and Dock Company de Oakland donde se le instalaron dos motores diésel, tres grúas y se acondicionó su habitabilidad para ser empleado como buque escuela de guardiamarinas y grumetes. Los motores diésel proporcionaban una potencia de 1.200 HP lo que le permitía navegar a 8,6 nudos.

- El 3 de mayo de 1943, terminadas sus modificaciones, zarpó con destino a Valparaíso llevando a bordo un curso de guardiamarinas.

- El mismo año 1943 hizo un viaje a California transportando salitre y se aprovechó para completar su reacondicionamiento.

- En 1944 transportó un cargamento de salitre y efectuó un viaje de instrucción, recalando en puertos de Perú, México, California, Isla Juan Fernández y Valparaíso.

- En 1945 inició un nuevo viaje de instrucción y transporte de salitre en sacos con destino a Manzanillo, México. El 28 de febrero el buque comenzó a incendiarse frente a las costas de Perú. Combatiendo el incendio murieron 20 miembros de la dotación. El 8 de marzo, mientras el casco calcinado era remolcado hacia Perú, se hundió.